# Souidania
Souidania è un comune dell'Algeria, situato nella provincia di Algeri.